# ベビーフェイス (プロレス)
プロレスにおけるベビーフェイス（Babyface）は、ギミック上の、プロレス興行のストーリー上の善玉として振舞うプロレスラーおよびプロレスラーのチームである。日本では「ベビー」と略されることが多いが、英語圏では「フェイス」と略すのが一般的である。対義語として悪玉のヒール（Heel）が存在する。
メキシコのルチャリブレでは「リンピオ」「テクニコ」と呼ばれる（ヒールは「ルード」と呼称される）。
ベビーフェイス、および対義語のヒールは、元々アメリカのプロレス業界のスラングであり、それが日本にももたらされて用語として定着した。ヒール同様、プロレス興行において「正義」対「悪」という観客がわかりやすいアングルを展開していく上で欠かせない存在である。
団体の看板レスラーは、通常ベビーフェイスのレスラーが務める。プロレスの古くからのストーリー展開である勧善懲悪的な考えから、悪役を前面に押し出し過ぎないようにするためである。近年ではストーン・コールド・スティーブ・オースチン、ザ・ロック、エディ・ゲレロ、ジョン・シナなどヒール的側面（放送禁止用語の連発、反則攻撃など）を維持したままベビーフェイスとなったレスラーも少なくない。
キャリアのすべて、ないしほとんどの期間をベビーフェイスとして活動している選手は「スーパーベビーフェイス」と呼ばれる。（日本では藤波辰爾、初代タイガーマスク、三沢光晴、獣神サンダー・ライガー、武藤敬司、小橋建太、小島聡、永田裕志、棚橋弘至、後藤洋央紀、丸藤正道、潮崎豪、飯伏幸太、高橋ヒロム、原田大輔、吉野正人、清宮海斗、KUSHIDA、横須賀ススム、ドラゴン・キッド、HARASHIMA。女子プロレスではミミ萩原、大森ゆかり、長与千種、キューティー鈴木、岩谷麻優。海外ではリッキー・スティムボート、ロブ・ヴァン・ダム、ブライアン・ダニエルソン、レイ・ミステリオ・ジュニアなど）。

## フェイスターン
ヒールのレスラーがベビーフェイスに転向することを「フェイスターン」と呼ぶ（日本では「ベビーターン」と呼ばれる場合が多い）。フェイスターンは新たなストーリーを展開する上で行われたり、ヒールとして人気が出てきたレスラーを団体の看板として売り出すことを目的として行われる。
- ベビーフェイスとの抗争を通じて友情が生まれる
- ヒールユニット内で仲間割れを起こし軍団を離脱する
- ヒール同士で抗争を行い一方が徐々にベビーフェイス化する
- 他国ではヒールでも本国もしくは他地域団体でベビーフェイスを演じることもある。その逆も然りで本国ではヒールを演じるも団体対抗戦では抗争時のみベビーフェイスを演じる。
- ごく稀であるが試合運びやレスリングのうまさで徐々に会場のファンから声援を受けるようになりみなしベビーフェイスとして扱われる。

等が主なパターンである。